# Dysdera valentina
Dysdera valentina es una especie de arañas araneomorfas de la familia Dysderidae.

## Distribución geográfica
Es endémica del este-centro de la península ibérica (España).